# Hans Christian Brix
Hans Christian Brix (* 16. Oktober 1831 in Struxdorf; † 2. Dezember 1907 in Frederiksberg) war ein dänischer Bildhauer.

## Leben
Brix war der Sohn des Dachdeckers Nicolaus Brix und dessen Frau Metta Catharina, geb. Nissen. Er lernte beim dänischen Bildhauer Hermann Wilhelm Bissen in Kopenhagen und absolvierte anschließend die Elementarklasse an der Kunstakademie. Er erfand eine Kopiermaschine, mit der er kleinformatige Reproduktionen zum Beispiel von Werken Thorvaldsens und Bissen anfertigte. Eine von ihm gegründete Firma vertrieb derartige Reproduktionen.
Brix schuf auch eigene Werke, so zum Beispiel Gips-Medaillons der dänischen Könige für Schloss Frederiksborg. 1860 schuf er Motive aus den Kriegen von 1848 bis 1850 für den Sockel des sogenannten „Idstedt-Löwen“. Diese Statue kopierte er 1862 in 45 cm hohen Reproduktionen aus Bronze und Granit. Ab etwa 1875 lebte Brix in Frederiksberg.